# Гуревич, Дмитрий Борисович
Дмитрий Борисович Гуревич (род. 11 сентября 1956, Москва) — американский шахматист, гроссмейстер (1983).
В Москве учился во 2-ой физико-математической школе. 
С 1980 живёт в США. Лучшие результаты в международных турнирах: Нью-Йорк (1981, 1982 и 1983) — 1—4-е и 1—3-е места (дважды); Филадельфия (1982) — 1—4-е; Брайтон и Бургуэн-Жальё (1982) — 1—3-е; Пасадена (1983) — 3—4-е; Лас-Вегас (1986) — 1—4-е; Агд (1986) — 1-е; Иерусалим (1986) — 1—2-е; Беэр-Шева (1987) — 3-е места. Участник финала чемпионата мира по игре в блиц (Ришон-ле-Цион, 2006).

## Изменения рейтинга
| Графики недоступны из-за технических проблем. См. информацию на Фабрикаторе и на mediawiki.org. |

Сейчас Дмитрий играет в шахматы неофициально на сайте chess.com